# Lego Hero Factory
LEGO Hero Factory (stiliseret som LEGO HERO FACTORY) var en produktlinje produceret af den danske legetøjskoncern LEGO. Serien blev lanceret i 2010 og blev fremstillet frem til 2015. Temaet overtog for den tidligere succesfulde serie Lego Bionicle. Figuerne blev fremstillet dels af Technic-klodser, dels af klodser som var blevet introduceret med Bionicle samt nye klodser til Hero Factory.